# 米哈伊利夫卡 (莫希利夫-波季利斯基區)
米哈伊利夫卡（烏克蘭語：Михайлівка）是烏克蘭西南部文尼察州莫希利夫-波季利斯基区揚皮爾市鎮内的村庄。始建於1900年，面積3.99平方公里，海拔高度73米，2001年人口1,138，人口密度每平方公里285.21人。